# Cueva del Ladrón
Cueva del Ladrón (en hindi: डाकू की गुफा; localmente conocida como Guchhupani) es una formación de cueva con un río en la ciudad de Dehradun, a unos 8 km del centro de la ciudad, en el país asiático de la India. La cueva tiene unos 600 metros de longitud, divididos en dos partes principales. La cueva tiene una caída de unos 10 metros. En la parte central hay una estructura de pared fortaleza que ahora está rota. Se trata de un desfiladero muy angosto que está formado por una zona de piedra caliza.
Se trata de una formación que consiste en una cueva natural, donde los ríos fluyen dentro de la cueva. Es un lugar turístico muy popular y ahora está siendo mantenido por el estado de Uttarakhand.